# 6437/6438次列车
6437/6438次列车，是中国铁路运行于首都北京至山西省大同市灵丘县的一趟普通旅客列车，自1972年12月31日起开行，现由中国铁路北京局集团有限公司北京车务段乘务车间京原线包乘组负责客运任务。列车使用中国铁路25G型客车，运行纵贯大半条京原铁路，从大灰厂站至大涧站的所有车站均办理客运业务，途经北京、河北、山西三省市，全程250公里。其中北京西站至大涧站运行7小时13分，使用车次为6437次；大涧站至北京西站运行6小时50分，使用车次为6438次。

## 历史

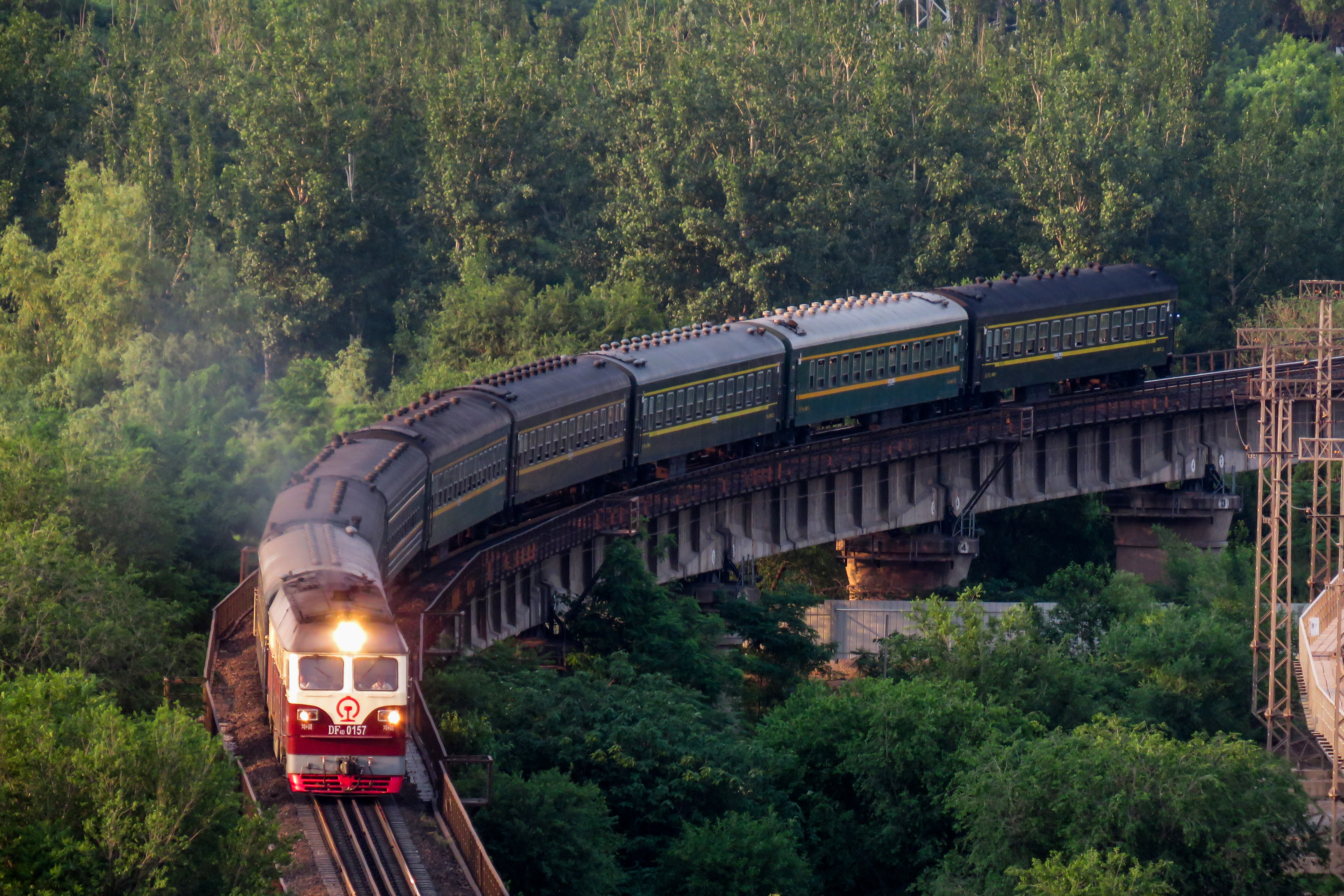
配属北京机务段的东风4D型柴油机车第0157号牵引6437次列车通过京原铁路永定河大桥（2018年5月）

1972年12月31日，京原铁路全线开通运营。同日，北京永定门（即今北京南站）开行往返灵丘的333/334次直通旅客列车。
1978年，333/334次列车更改车次为433/434次列车，维持直通等级，起讫站不变。随后于1983年的北京铁路局运行图上，本车车次再次改为557/558次。
1997年4月1日，受与中国铁路第一次大提速同步进行的车次号段调整影响，557/558次列车改为897/898次列车。同时，列车终点站由灵丘缩短至涞源，仍维持原有的运行时间。
2000年10月21日，受中国铁路第三次大提速影响，铁道部再次调整了全国铁路的车次号段，897/898次列车变更车次为7197/7198次。
2006年5月10日，北京南站开始进行封闭改造，7197/7198次改为北京西站到发。改为北京西站始发初期，受北京西站的整备能力限制，7197/7198次列车暂时同北京西至张家口的4447/4448次列车套跑开行。套跑期间，7197次在北京西站始发时间改为14:14。2006年10月，7197/7198次列车车体正式交由北京铁路局北京车辆段北京西运用车间支配运用，7197/7198次列车恢复原有运行图。
2007年4月18日起，受中国铁路第六次大提速影响，北京铁路局管内普客车次号段转由上海铁路局使用，7197/7198次列车变更为6437/6438次，此后这一车次再无变化。
2010年6月20日起，丰台站停止运营，6437/6438次列车不再在丰台站停靠办客。
2010年7月1日起，往返于北京西站与太原站之间，同样经由京原铁路运行的6095/6096次列车停运。为解决该列车停运造成涞源站至灵丘站区间各站无车停靠的情况，遂将终点由涞源站向西延长至山西省境内。但由于北京铁路局与太原铁路局的交界处位于大涧站至灵丘站区间，且铁道部规定不再允许进京列车使用非空调客车，北京铁路局便将这班列车的终点站延长至距离灵丘站以东7公里的大涧站。
2011年春运期间，受6437/6438次列车的客车车底担当临客列车的影响，北京铁路局北京西运用车间临时启用11节25T型客车及1节25K型空调发电车担当本班列车，本务机车则由已摘牌的DF4D-1893号担任；2011年2月4日起，这组车底转为担当K7711/7712次列车，北京铁路局临时由南口运用车间调拨一列NDJ3型柴油动车组担当本班列车。利用空调车底担当期间，按照新空调普客的票价标准执行票价。2011年2月28日，6437/6438次列车的客车车底结束临客列车的任务，恢复使用非空调车体并恢复原有票价，借调的NDJ3型动车组回归南口运用车间。
2013年7月1日，1171/2/3/4次、1163/4次不再经由京原铁路运营，与1163/4次套跑的6457/8次（北京西-燕山/良各庄）同日停运，6437/6438次列车成为在京原铁路东段运行的唯一一班普通旅客列车。

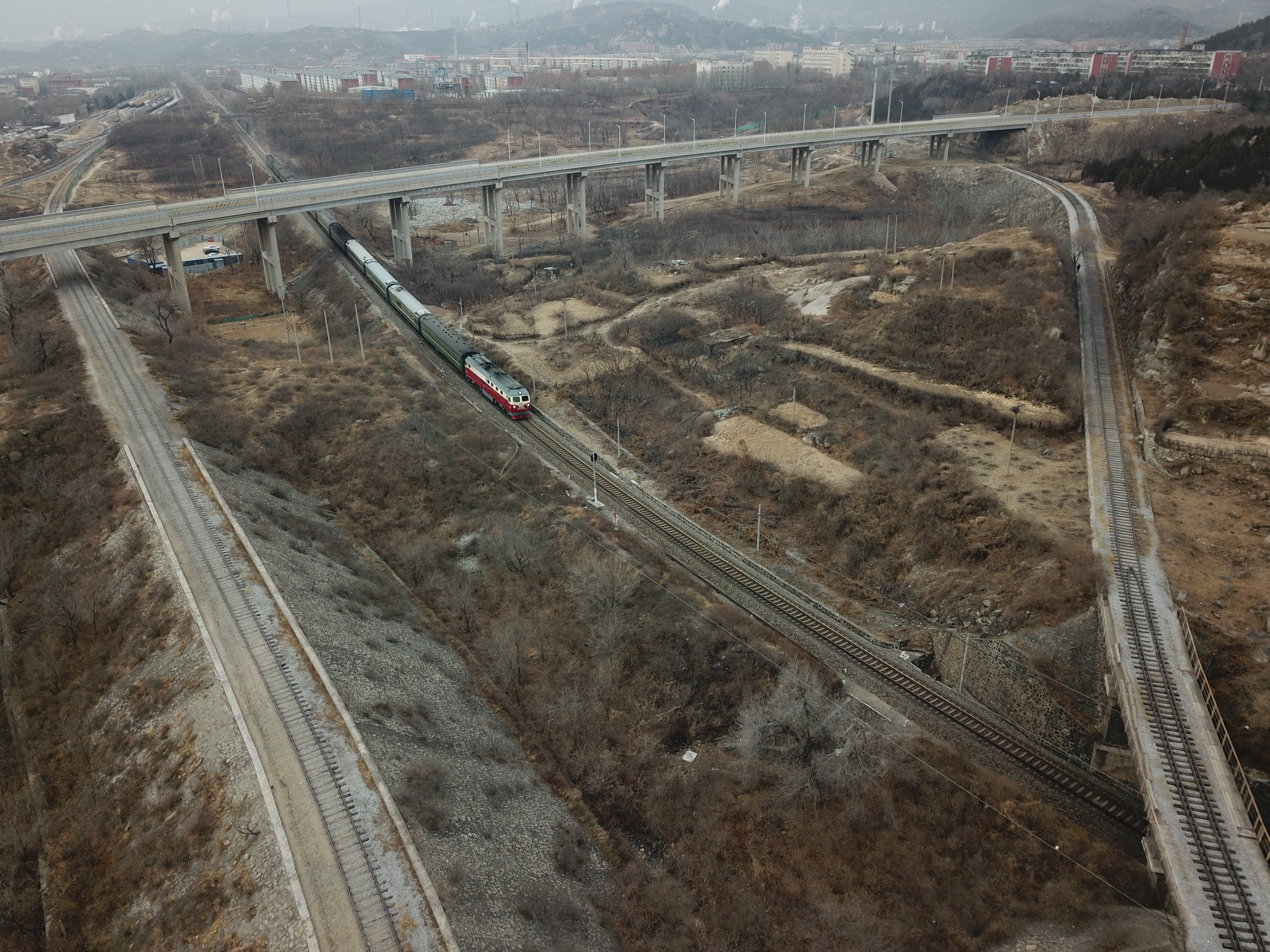
6438次列车下穿燕山东北环线京原铁路特大桥（2018年12月）

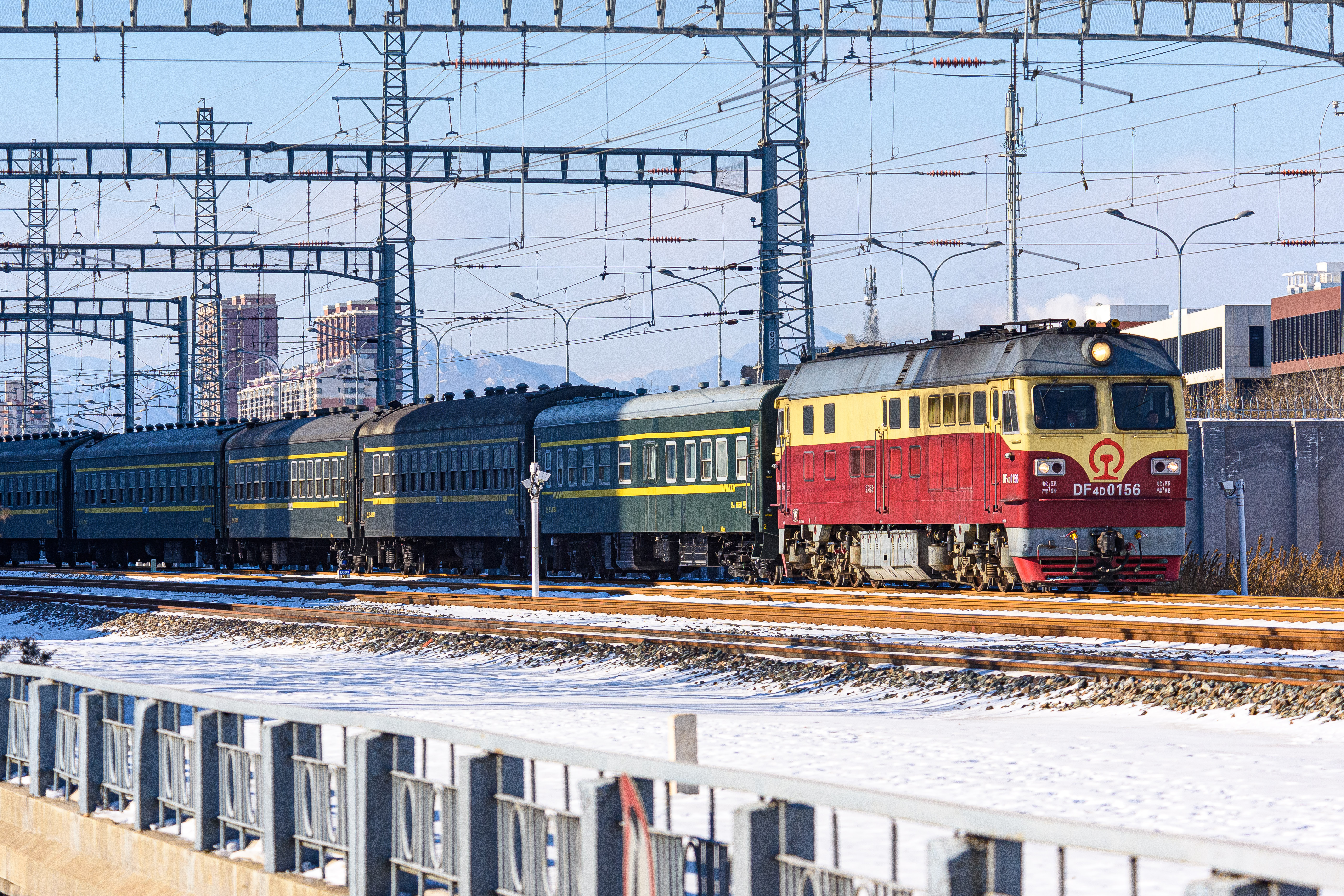
2023年12月20日正午，最后一班使用非空调客车的6438次列车驶经东管头南桥

2014年4月1日，6437/6438次列车的乘务工作由北京客运段改为北京车务段担当。同日石景山南站停止办理客运业务，列车在该站只办理铁路职工通勤乘降。
随着北京地区开行的无空调普通旅客列车纷纷提升列车等级、更换车体或停运，6437/6438次列车由于停靠站点均毗邻旅游风景区，且是唯一一班以北京西站为始发终到站的旅客列车，这班列车曾多次被媒体所报道。
2020年初，6437/6438次列车最后一节22B型客车被封存，全列编组均改由中国铁路25B型客车担当。
2020年1月2019冠状病毒病疫情爆发后，受北京市和河北省疫情防控措施影响，6437/6438次列车曾多次在非春运期间停运。2020年6至8月，受疫情在北京市新发地地区二次爆发影响，6437/6438次列车一度停运；2021年1月及2月，疫情在河北省境内爆发，6437/6438次列车因此短暂停运。2022年5至6月，北京再次爆发聚集性疫情，6437/6438次列车由于客流锐减，仅保留一节硬座车厢供旅客乘坐，后由于丰台区出现聚集性疫情，6月3日至6月19日，6437/6438次列车再次短暂停运。
2022年6月20日起，受疫情影响停运的6437/6438次列车恢复开行。同日，受国家铁路集团2022年三季度调图及北京丰台站开通运营影响，6437/6438次列车时隔12年，恢复了在北京丰台站的停靠。其中6437次列车北京西站始发时间提前5分（17:40），在北京丰台站停车6分；6438次列车北京西站终到时间推迟4分（12:33），在北京丰台站停车3分，其他各站到开时间不受影响。但随后由于沿途车站不具备核酸证明验证能力，加之北京防疫政策收紧，6437/6438次列车再次停运，直至2023年2月防疫政策逐渐放松后恢复开行。
2023年7月29日，因京津冀暴雨导致京原铁路中断，6437/6438次列车再次停运，直至同年11月16日恢复开行。
2023年12月20日，6437次列车的25B型客车退出运营服务，载客编组改由中国铁路25G型客车担当，同时加挂供电制式为AC380V的中国铁路25Z型空调发电车。
2024年6月起，为保证雨季期间京原铁路客车运行安全，每年6-9月，京原铁路执行汛期运行图。6437/6438次在汛期期间改为开行临客列车L7655/L7656次，往返均在昼间开行，票价保持不变。L7655/L7656次列车的开行，事实上替代了2023年暴雨灾害前开行的临时旅游快车K5295/K5296次列车。

## 列车编组

### 当前编组
自2023年12月20日起，6437/6438次列车使用配属中国铁路北京局集团有限公司北京车辆段的中国铁路25G型客车，采取6节车厢编组（其中1、5、6号车厢为25G型硬座车；7、8号车厢为25G型硬卧车，其中7号车厢以硬卧代硬座模式运用，8号车厢为乘务员宿营车；9号车厢为25G型客车涂装的25Z型空调发电车；2、3、4号车厢欠编），北京西开1车在前，大涧开1车在后。此外根据北京西运用车间的需要，本班列车偶尔会在北京西站始发时于列尾加挂段修后运用实验的客车或检测车，这些车厢不作供电，也不开放给任何人员乘坐。
| 车厢编号 | 1            | 2-4      | 5-6          | 7                           | 8                             | 9                |
| 车型     | YZ25G 硬座车 | （欠编） | YZ25G 硬座车 | YW25G 硬卧车 （卧代座客车） | YW25G 硬卧车 （乘务员宿营车） | KD25Z 空调发电车 |
| 配属     | 京局京段     | 京局京段 | 京局京段     | 京局京段                    | 京局京段                      | 京局京段         |

### 历史编组
2020年初至2023年12月20日间，6437/6438次列车使用配属中国铁路北京局集团有限公司北京车辆段的中国铁路25B型客车，采取6节车厢编组（其中1号车厢为乘务员宿营车，原采用25B型硬卧车，2022年、2023年暑期曾改换为带有集电设备及集便器的25G型硬卧车；2～4号车厢为25B型硬卧车，以硬卧代硬座模式运用；5号、8号车厢为25B型硬座车，6号、7号车厢欠编）。在春运、节假日、暑期等客流高峰期，北京车务段将适时加挂欠编的6、7车，亦会继续加挂载客编组。另外，该列车偶尔加挂部分厂修完成后进行运行试验的客车。
| 车厢编号 | 1                             | 2-4                         | 5            | 8            |
| 车型     | YW25B 硬卧车 （乘务员宿营车） | YW25B 硬卧车 （卧代座客车） | YZ25B 硬座车 | YZ25B 硬座车 |
| 配属     | 京局京段                      | 京局京段                    | 京局京段     | 京局京段     |

## 机车交路

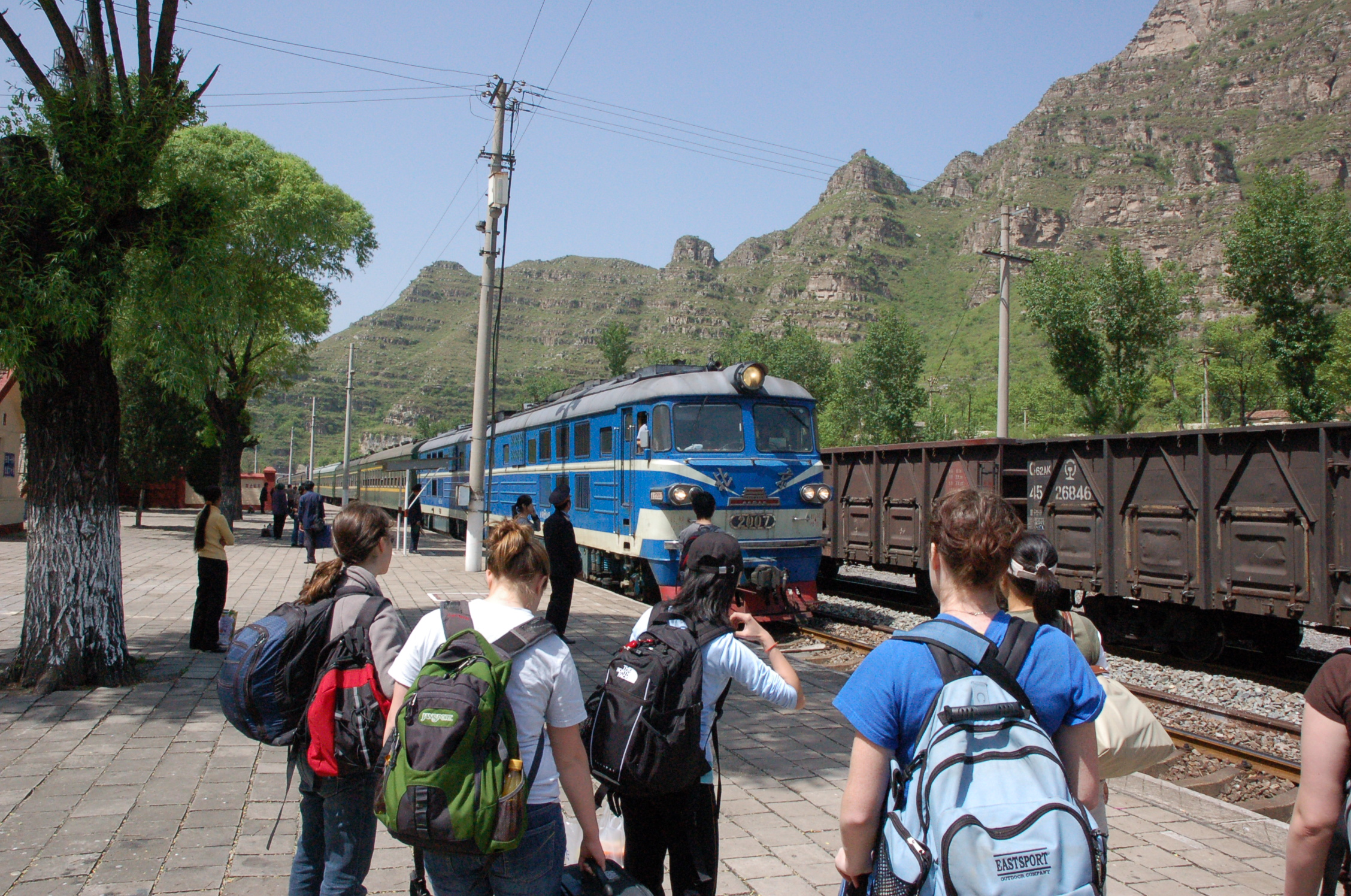
北京型专运机车牵引6438次列车进入十渡站（2008年）

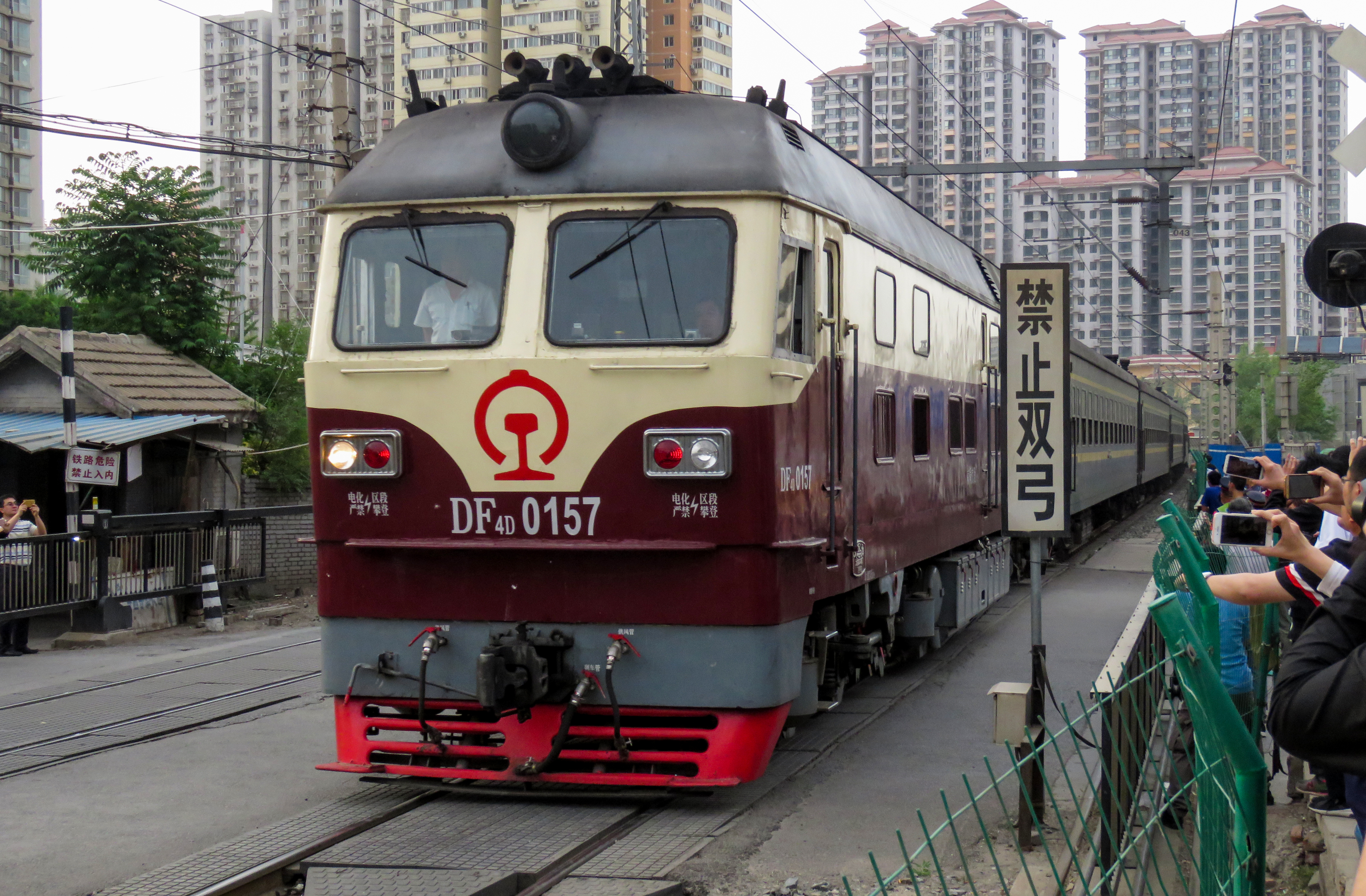
配属北京机务段的东风4D型柴油机车第0157号牵引6437次列车通过京九线手帕口道口，摄于2018年5月6日道口封闭前夕

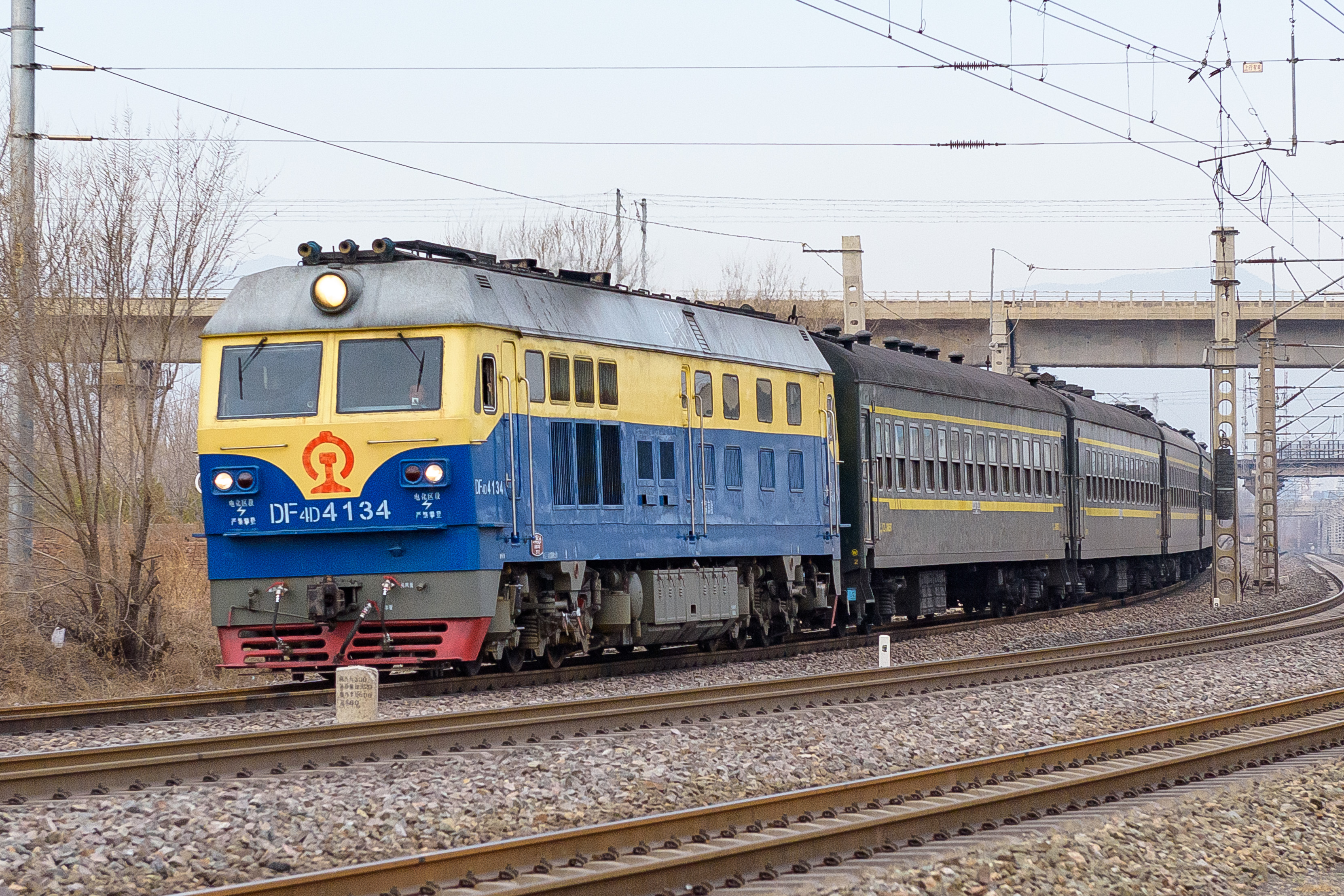
东风4D货运型第4134号机车牵引6438次列车通过石景山南站（2023年3月）

自2013年7月1日起，6437/6438次列车全程由配属于中国铁路北京局集团有限公司北京机务段的东风4D型柴油机车担当北京西至大涧间机车交路，与K601/602次列车、K603/604次列车的北京西（丰台）至灵丘间机车交路共用提速客运型0156、0157、0347、0353、0355号以及货运型4134号六台机车，由北京机务段司机值乘。2013年7月1日前，东风10F型柴油机车（2006年8月~2010年）、东风4C型柴油机车（2011年~2013年）、东风4D型货运柴油机车1893号（2011年）以及北京型柴油机车（专运型，1997年~2009年）也曾牵引过本班列车。
| 车站区段               | 北京西 ↔ 大涧                      |
| 本务机车 配属 司机更替 | 东风4D型柴油机车 京局京段 北京司机 |

## 运行模式
6437/6438次列车是京原线上仅有的一趟站站停的列车，仅发售票面出发站为北京西站、燕山站、十渡站、野三坡站、百里峡站、白涧站和涞源站的车票（部分车站发售的车票标识为无座），在上述车站之外上车的乘客只能通过列车乘务员补购热敏纸车票。此外，由于6437/6438次列车没有行李车，因此不办理任何大件行李托运业务。
列车员于每站停车时，均会统计各站上下车的人数。在车内乘客不足100人时，列车长会将旅客集中至靠近乘务员宿营车的车厢，同时锁闭其他车厢；在车内乘客超过100人时，会根据客流情况开放车厢供旅客乘坐。

## 时刻表
数据更新日期：2025年4月30日
| 6437次 | 6437次 | 6437次 | 6437次 | 经停站   | 6438次 | 6438次 | 6438次 | 6438次 |
| 里程   | 天数   | 到点   | 开点   | 经停站   | 到点   | 开点   | 天数   | 里程   |
| ------ | ------ | ------ | ------ | -------- | ------ | ------ | ------ | ------ |
| 0      | 当日   | —      | 17:40  | 北京西   | 12:33  | —      | 当日   | 250    |
| 11     | 当日   | 17:57  | 18:03  | 北京丰台 | 12:07  | 12:14  | 当日   | 239    |
| 29     | 当日   | 18:30  | 18:32  | 大灰厂   | 11:33  | 11:35  | 当日   | 221    |
| 38     | 当日   | 18:42  | 18:44  | 上万     | 11:20  | 11:22  | 当日   | 212    |
| 47     | 当日   | 18:54  | 18:56  | 南观村   | 11:07  | 11:09  | 当日   | 203    |
| 50     | 当日   | 19:02  | 19:04  | 燕山     | 11:00  | 11:02  | 当日   | 200    |
| 54     | 当日   | 19:12  | 19:14  | 良各庄   | 10:50  | 10:52  | 当日   | 196    |
| 67     | 当日   | 19:27  | 19:29  | 孤山口   | 10:34  | 10:36  | 当日   | 183    |
| 73     | 当日   | 19:37  | 19:39  | 云居寺   | 10:24  | 10:26  | 当日   | 177    |
| 81     | 当日   | 19:49  | 19:51  | 三合庄   | 10:12  | 10:14  | 当日   | 169    |
| 92     | 当日   | 20:05  | 20:07  | 十渡     | 09:56  | 09:58  | 当日   | 158    |
| 97     | 当日   | 20:15  | 20:17  | 平峪     | 09:47  | 09:48  | 当日   | 153    |
| 106    | 当日   | 20:29  | 20:31  | 野三坡   | 09:34  | 09:36  | 当日   | 144    |
| 115    | 当日   | 20:44  | 20:46  | 百里峡   | 09:21  | 09:23  | 当日   | 135    |
| 121    | 当日   | 20:57  | 20:59  | 福山口   | 09:06  | 09:13  | 当日   | 129    |
| 128    | 当日   | 21:11  | 21:13  | 白涧     | 08:54  | 08:56  | 当日   | 122    |
| 133    | 当日   | 21:21  | 21:23  | 板城     | 08:43  | 08:45  | 当日   | 117    |
| 141    | 当日   | 21:33  | 21:35  | 南城司   | 08:31  | 08:33  | 当日   | 109    |
| 149    | 当日   | 21:46  | 21:48  | 奇峰塔   | 08:19  | 08:21  | 当日   | 101    |
| 157    | 当日   | 22:00  | 22:02  | 紫荆关   | 08:07  | 08:09  | 当日   | 93     |
| 165    | 当日   | 22:14  | 22:16  | 大盘石   | 07:55  | 07:56  | 当日   | 85     |
| 173    | 当日   | 22:26  | 22:28  | 塔崖驿   | 07:43  | 07:45  | 当日   | 77     |
| 179    | 当日   | 22:38  | 22:40  | 王安镇   | 07:32  | 07:34  | 当日   | 71     |
| 191    | 当日   | 22:55  | 22:57  | 浮图峪   | 07:15  | 07:17  | 当日   | 59     |
| 197    | 当日   | 23:09  | 23:11  | 北屯     | 07:04  | 07:06  | 当日   | 53     |
| 204    | 当日   | 23:22  | 23:24  | 涞源     | 06:47  | 06:55  | 当日   | 46     |
| 214    | 当日   | 23:40  | 23:42  | 小西庄   | 06:35  | 06:37  | 当日   | 36     |
| 223    | 次日   | 00:00  | 00:02  | 艾河     | 06:20  | 06:22  | 当日   | 27     |
| 235    | 次日   | 00:17  | 00:19  | 招柏     | 06:03  | 06:05  | 当日   | 15     |
| 242    | 次日   | 00:30  | 00:47  | 云彩岭   | 05:51  | 05:52  | 当日   | 8      |
| 250    | 次日   | 00:58  | —      | 大涧     | —      | 05:39  | 当日   | 0      |